# Kulig (komedia)
Kulig – polska sztuka teatralna (komedia w pięciu aktach) autorstwa Józefa Wybickiego.
Sztuka została wydana w 1783 w Warszawie. Autor skrytykował w niej gąszcz staropolskiego prawa - jego wieloznaczność i zbyt wielką liczbę różnorakich precedensów. Prawo to w istocie nie służyło zwykłym obywatelom, ale jurystom, spekulantom i możnowładcom, a nade wszystko magnaterii, która zatrudniała wielu przebiegłych prawników. Wybicki skompromitował też w tym utworze ignorancję prawną ludu, krewki temperament Polaków, pieniactwo, bezduszny patriarchalizm i uprzedzenia wobec jakichkolwiek zmian w status quo. Sztuka była głosem za uporządkowaniem polskiego prawa, a także sprzeciwem przeciwko odrzuceniu przez Sejm tzw. Kodeksu Zamoyskiego. Oprócz powyższego Wybicki krytykował szulerstwo i hazard, bardzo rozpowszechnione wtedy wśród ludności, np. podczas zabaw, czy kuligów. Takie hazardowe bale urządzał m.in. książę Jerzy Marcin Lubomirski. Prapremiera sztuki miała miejsce 25 stycznia 1783 w Warszawie, z powtórkami 26 i 30 stycznia oraz 19 lutego. Inscenizował Wojciech Bogusławski.